# Miri-Piri

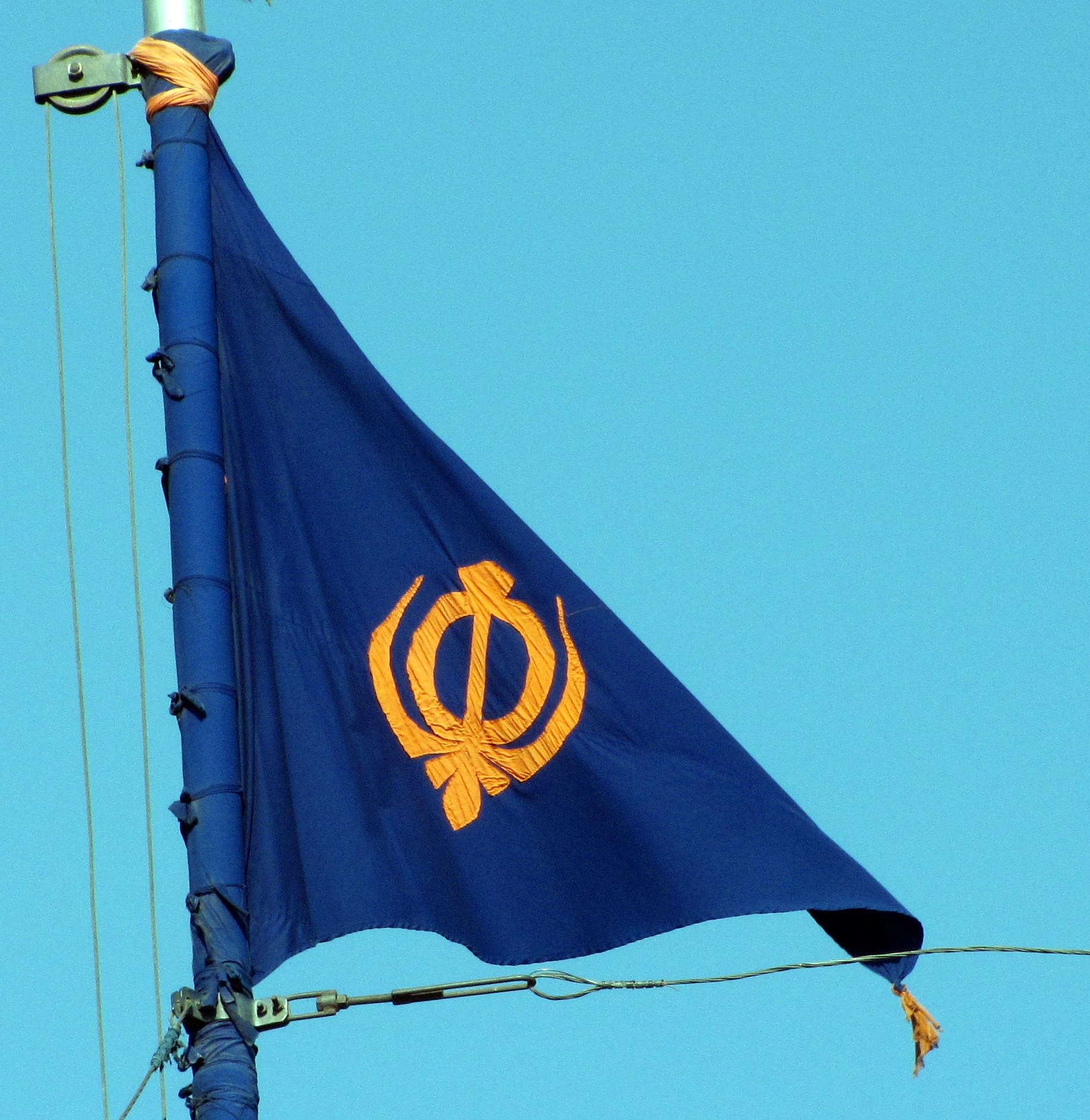
La bandiera sikh con le due spade simbolizxzanti l'alleanza della saggezza, della fede e del potere.

Miri-Piri è un concetto utilizzato nel sikhismo a simboleggiare il rapporto tra lo spirituale e il temporale. Le due spade che si uniscono nella bandiera sikh ne sono una rappresentazione; le due forze devono animare il credente Sikh. Sia Miri che Piri sono parole di origine persiana. Miri deriva dal persiano mir, contrazione araba del termine amir che significa governatore, signore. Piri deriva dal persiano pir che significa santo, guida spirituale. Il concetto di Miri-Piri è stato utilizzato dai guru del sikhismo per dimostrare che erano i capi spirituali e temporali. Il concetto è che i valori della fede influenzano la politica.
Per la cronaca, il sikhismo, come lo volle il primo guru, Guru Nanak Dev, abrogò le differenze tra gli esseri umani in India e le disiguaglianze tra le caste; questa religione creò il concetto di uguaglianza, innovativo in quel tempo. Per i sikh, il simbolo delle due spade dimostra che occorre far rispettare la moralità in politica come nella propria casa. Questo simbolo proviene da Guru Har Gobind (1595-1644). Per i sikh e dal XVII secolo, il potere dello Stato deve inserirsi nella religione per creare un equilibrio a vantaggio del popolo. I sikh devono saper governare e pregare. La forza della fede deve essere più forte di quella della legge, anche se entrambe esistono in questo mondo.